# Ülby (góry)
Ülby (kaz.: Үлбі жотасы, Ülby żotasy; ros.: Ульбинский хребет, Ulbinskij chriebiet) – pasmo górskie w zachodniej części Ałtaju, w północno-wschodnim Kazachstanie. Rozciąga się na długości ok. 100 km, najwyższy szczyt osiąga 2371 m n.p.m. Zbudowane z piaskowców, wapieni, łupków i granitów. Dominują płaskie szczyty; zbocza mocno rozczłonkowane. Niższe partie porośnięte roślinnością stepową; wyżej roślinność mieszana. Na północnym wschodzie występują lasy iglaste.